# Sergei Michailowitsch Seljanow

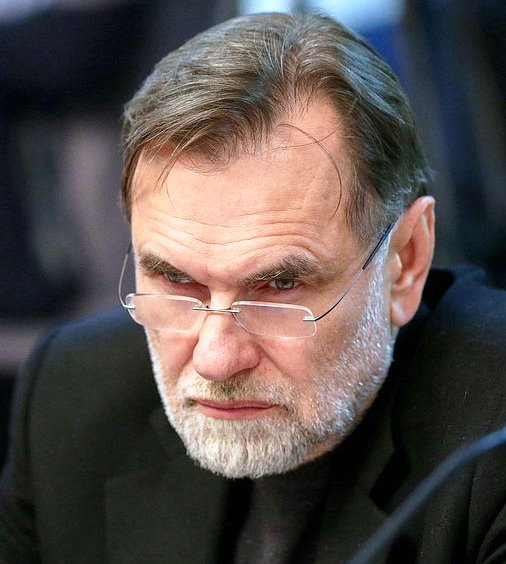
Sergei Seljanow, 2019

Sergei Michailowitsch Seljanow (russisch Сергей Михайлович Сельянов; * 21. August 1955 in Olonez, Karelo-Finnische SSR, UdSSR) ist ein russischer Filmproduzent, Regisseur und Drehbuchautor. Er ist Geschäftsführer der Filmgesellschaft STV.

## Leben
Von 1975 bis 1976 lernte er am Polytechnischen Institut von Tula, leitete dort den Club der Filmliebhaber. 1989 studierte er Regie und Drehbuchschreiben am S.A. Gerassimow Staatlichen Russischen Institut für Filmkunst (WGIK).
1980 drehte er seinen ersten Spielfilm, Namenstag, mit Nikolai Makarow. Er wurde von der Zensur nicht genehmigt, konnte erst 1988 im Fernsehen ausgestrahlt werden. 1992 gründete er zusammen mit dem Regisseur Alexei Balabanow die Filmgesellschaft STV. Er produzierte in der Folge über 40 Spiel- und Dokumentarfilme, die auf nationalen und internationalen Filmfestivals aufgeführt wurden. Zu russischen Blockbustern wurden seine Gangsterfilme Der Bruder (1997) und Bruder 2 (2000) mit Sergei Bodrow jr. in der Hauptrolle. Internationales Aufsehen erregte das Weltkriegsdrama Kukuschka – Der Kuckuck (2002); der Kurzfilm Lavatory Lovestory wurde 2009 für einen Oscar nominiert, ebenso 2008 Der Mongole (über das Leben von Dschingis Khan).
Außerdem stellte er verschiedene TV-Filme für den Sender ORT her. Zu ihnen zählen Die eisernen Alten (1996), 100 Jahre russischer Film (1996) und Der Weg des Kinos (1996–1999). Im Jahr 2021 produzierte er Geheimes Magieaufsichtsamt.

## Auszeichnungen
2001 wurde er mit dem Goldenen Widder als bester russischer Produzent des Jahres ausgezeichnet, 2002 mit dem Goldenen Widder für „Mut und Aufstieg im russischen Fernsehen“. 1999 erhielt er einen Preis der Motion Picture Association of America. 2003 wurde er von den russischen Fachzeitschriften Videogeschäft, Film und Filmbusiness heute mit einem Preis geehrt. 2008 gewann er für den Mongolen den Nika.